# Överdragsförkläde

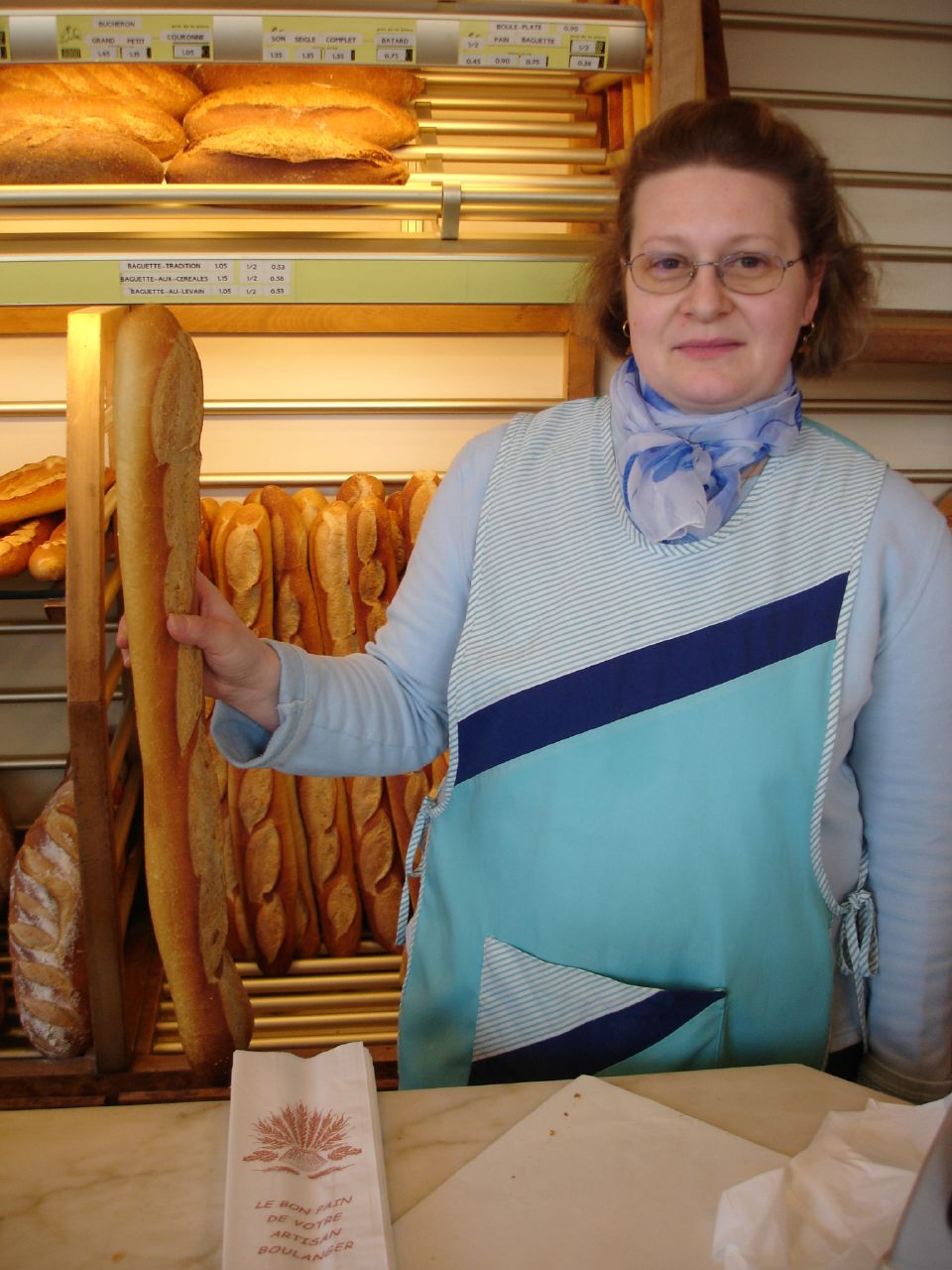
Kvinna med överdragsförkläde.

Ett överdragsförkläde är ett tunikaliknande förkläde med fram- och bakstycke. Det brukar knytas med band i sidorna eller i ryggen.
Överdragsförklädet är vanligt förekommande i många yrkeskategorier. Dess popularitet beror sannolikt på att det är lätt att sätta på och ger bra skydd genom att täcka en stor del av överkroppen. Det syns mindre ofta i hemmiljö. 
Företag som säljer arbetskläder erbjuder vanligen ett brett sortiment av överdragsförkläden. Däremot syns de sällan i detaljhandelns utbud av förkläden.
Det svenskspråkiga ordet "överdragsförkläde" är troligen en direktöversättning av tyskans Überwurfschürze. På amerikansk engelska heter det cobbler apron och på brittisk engelska tabard. 